# 塔霍河畔布雷亚
塔霍河畔布雷亚，是西班牙马德里自治区的一个市镇。总面积44.33平方公里，总人口563人（2013年），人口密度12.7人/平方公里。